# Sztrippa
Sztrippa (ukránul: Стрипа [Sztripa]) település Ukrajnában, Kárpátalján, az Ungvári járásban.

## Fekvése
Ungvártól keletre, Alsódomonya, Rahonca és Cigányóc közt fekvő település.

## Története
A 15. század első felében települt Ungvár közelében. Első írásos említése 1451-ből származik „Stripo” néven. A 17. század végén elpusztult.
A 18. század végén Vályi András így ír róla: „STRIPPO. Orosz falu Ungvár Várm. lakosai ó hitüek, fekszik Árokhoz közel; határja meglehetős.”
Fényes Elek 1851-ben kiadott geográfiai szótárában így ír a faluról: „Sztrippa, orosz falu, Ungh vmegyében, Unghvárhoz keletre 1 mfdnyire: 182 g. kath. lak., derék erdővel, hegyes határral. F. u. Bernáth Zsigmond.”
1903-ban téves etimológia alapján nevét „Födeles”-re változtatták, de 1904-ben visszakapta a „Sztrippa” nevet.
A trianoni béke előtt Ung vármegye Ungvári járásához tartozott. Az első világháborút követően a községet a mesterségesen létrehozott Csehszlovákiához csatolták, majd 1938-tól ismét Magyarországhoz tartozott 1944 őszéig, amikor a szovjet csapatok megszállták.
Ennek következtében 1945-ben az Ukrán Szovjet Szocialista Köztársaság, s ezzel együtt a Szovjetunió részévé vált. 1991 óta a független Ukrajna része.

## Népesség
1910-ben 199 lakosából 10 magyar, 8 német, 5 szlovák és 176 ruszin anyanyelvű volt; vallását tekintve pedig 17 római katolikus, 173 görögkatolikus, 1 református és 8 izraelita.
| 1910 | 199 |
| 2001 | 469 |

A népesség anyanyelv szerinti megoszlása a teljes népesség %-ában (2001)